# Карлос Перальта (плавець)
Карлос Перальта (30 січня 1994) — іспанський плавець.
Учасник Олімпійських Ігор 2016 року.